# トライメット タイプ4電車
タイプ4（Type 4）は、アメリカ合衆国オレゴン州のポートランドや周辺都市に大規模な路線網を有するMAXライトレール（Max Light Rail）で運用される電車（超低床電車）。2008年から営業運転を開始した。
この項目では、増備車であるタイプ5（Type 5）、タイプ6（Type 6）についても解説する。全形式ともシーメンスが手掛ける超低床電車ブランドのS70やその発展形であるS700を採用している。

## タイプ4

### 概要
ポートランドに近接したベッドタウンであるクラカマス郡への路線延伸プロジェクト（I-205/Portland Mall MAX Light Rail Project、MAXグリーンライン）の一環として発注が行われた形式。車内の70％が低床構造となっている部分超低床電車で、1両あたりの製造費用は350万ドルである。
編成は先代の超低床電車（タイプ2・タイプ3）と同様の3車体連接車で、動力台車が設置された両端の車体が付随台車や集電装置を搭載した中間車体を挟む構造となっている。ただし車体に耐候性高張力鋼（LAHT）を始めとした複合材料を使用する事で重量が軽くなっている他、連結運転を前提としているため運転台は片側のみに設置され、もう片側には4人掛けの座席が存在する。連結器は折り畳み式で、未使用時には車体とデザインが一体化したカバー内に格納される。
座席は車端連結面側にある2人掛けロングシートを除きクロスシートで、両端の車体には車椅子スペースと自転車ラックが2箇所ずつ存在する。乗降扉は全て低床部分に配置されている他、下部には格納式のスロープも存在し、障害を持つアメリカ人法（ADA）に適合した設計となっている。車両にはバックカメラが搭載されており、運転手の後方視界向上が図られる。
主要機器の多くはアメリカ国内で生産されたものを使用しており、国外製の部品は台車（オーストリア製）や空調装置（チェコ製）など一部に限られている。主電動機は動力台車に2基ずつ設置されており、IGBT素子を使用し、マイクロプロセッサ制御システムを搭載したVVVFインバータ制御装置によって制御される。これにより、従来の車両よりもスムーズな減速が可能となっている。制動装置には電気指令式油圧ディスクブレーキや非常用の電磁吸着ブレーキが、保安装置として列車情報伝送装置（TWC）や自動列車停止装置（ATS）、記録装置が搭載される。

### 運用
設計は2006年から始まり、翌2007年から2009年にかけて発注分の全22両が製造された。営業運転の開始は2008年8月6日で、タイプ4同士による2両編成の他、タイプ5との連結運転も実施される。導入当初、前面の方向幕はロール式であったが2014年から2016年にかけてLED式への変更が行われている。

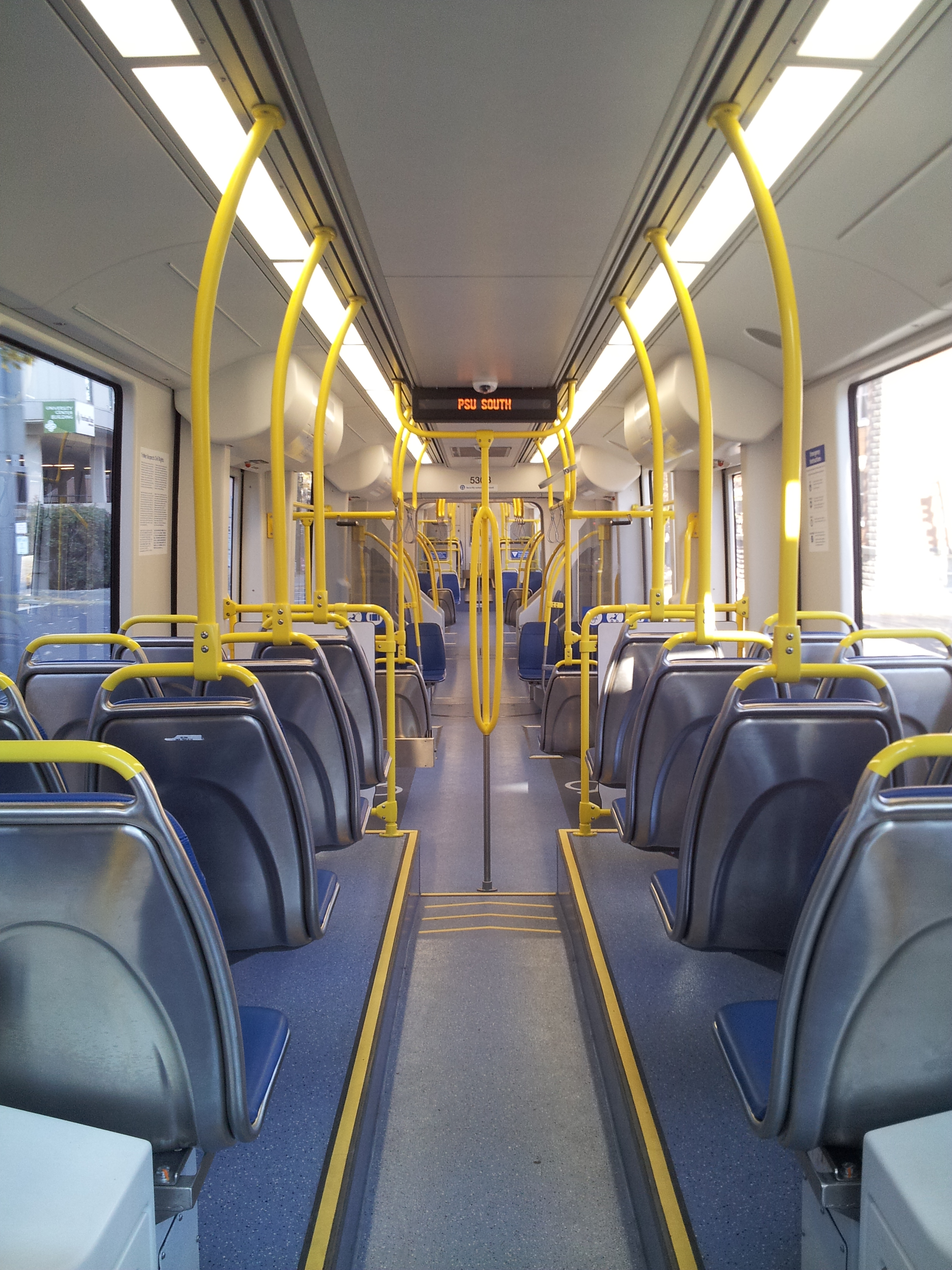
車内
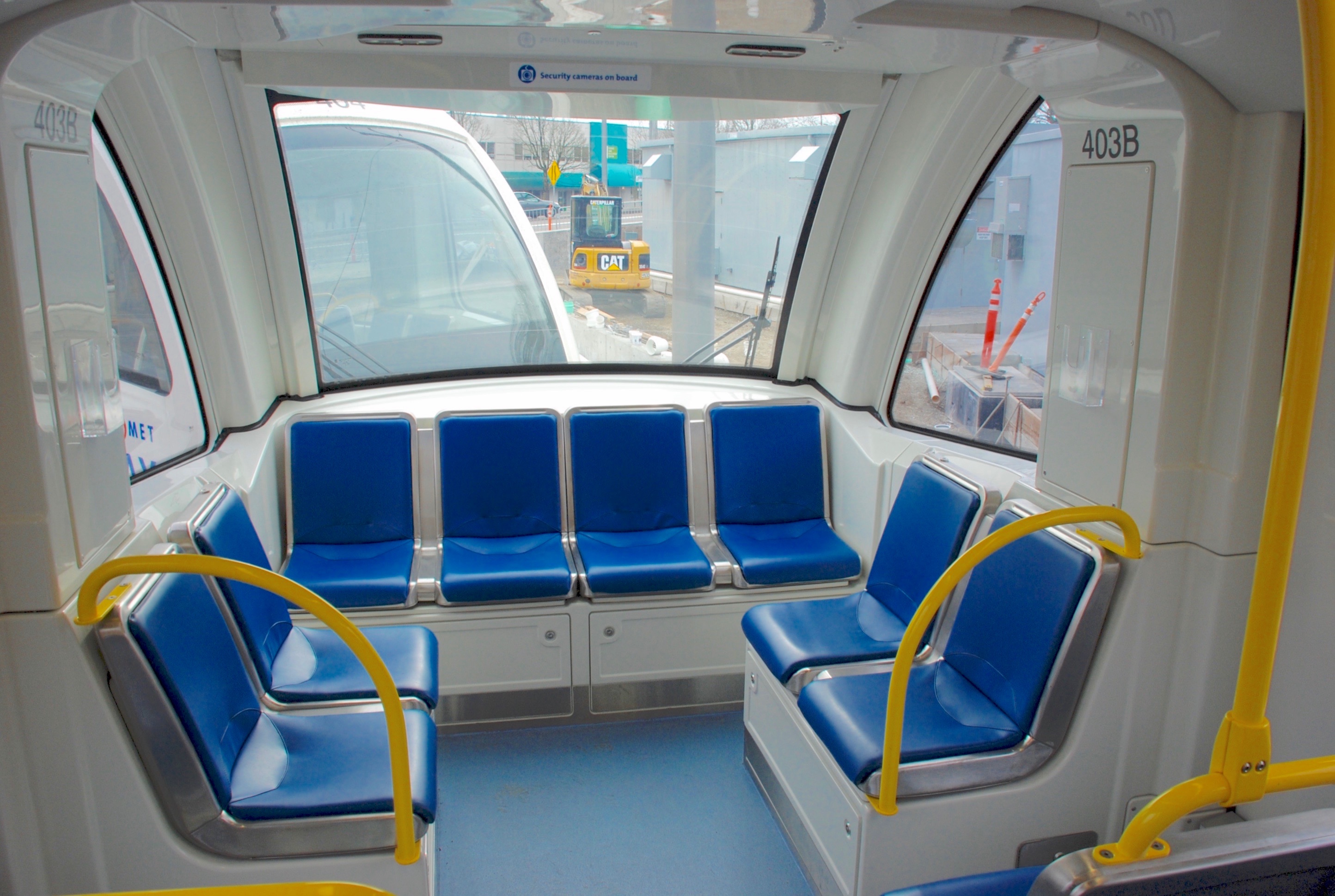
運転台が設置されていない側の先頭車体（B車）には座席が設置されている

## タイプ5
ミルウォーキー方面への路線延伸（MAXオレンジライン）に合わせて18両が発注された形式。基本的な構造はタイプ4と同様で連結運転も可能だが、前方のデザインが改められ、人間工学に基づき設計された運転台によって運転士の快適性が向上している。車内についても、タイプ4で乗客から不評であったシートピッチや空調システムが改善され、広いシートピッチや気温に応じて細かく調整される空調システムが採用された他、高齢者や車椅子利用者の支援者向けの座席の追加、LED照明の採用、監視カメラの変更など多数の改良点が存在する。
2013年にシーメンスへの発注が行われ、2015年4月から営業運転を開始している。

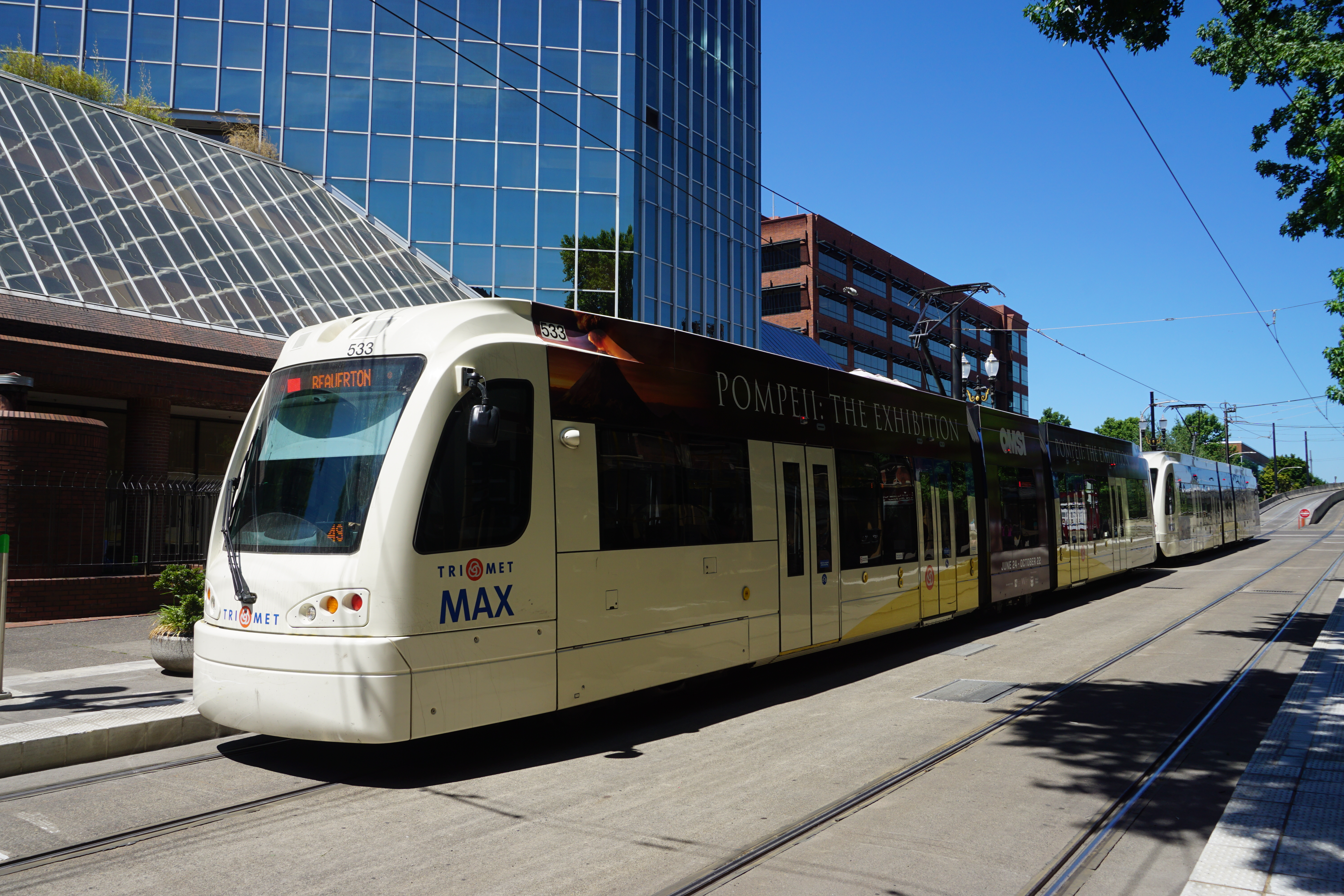
併用軌道を走行する広告塗装のタイプ5（2017年撮影）
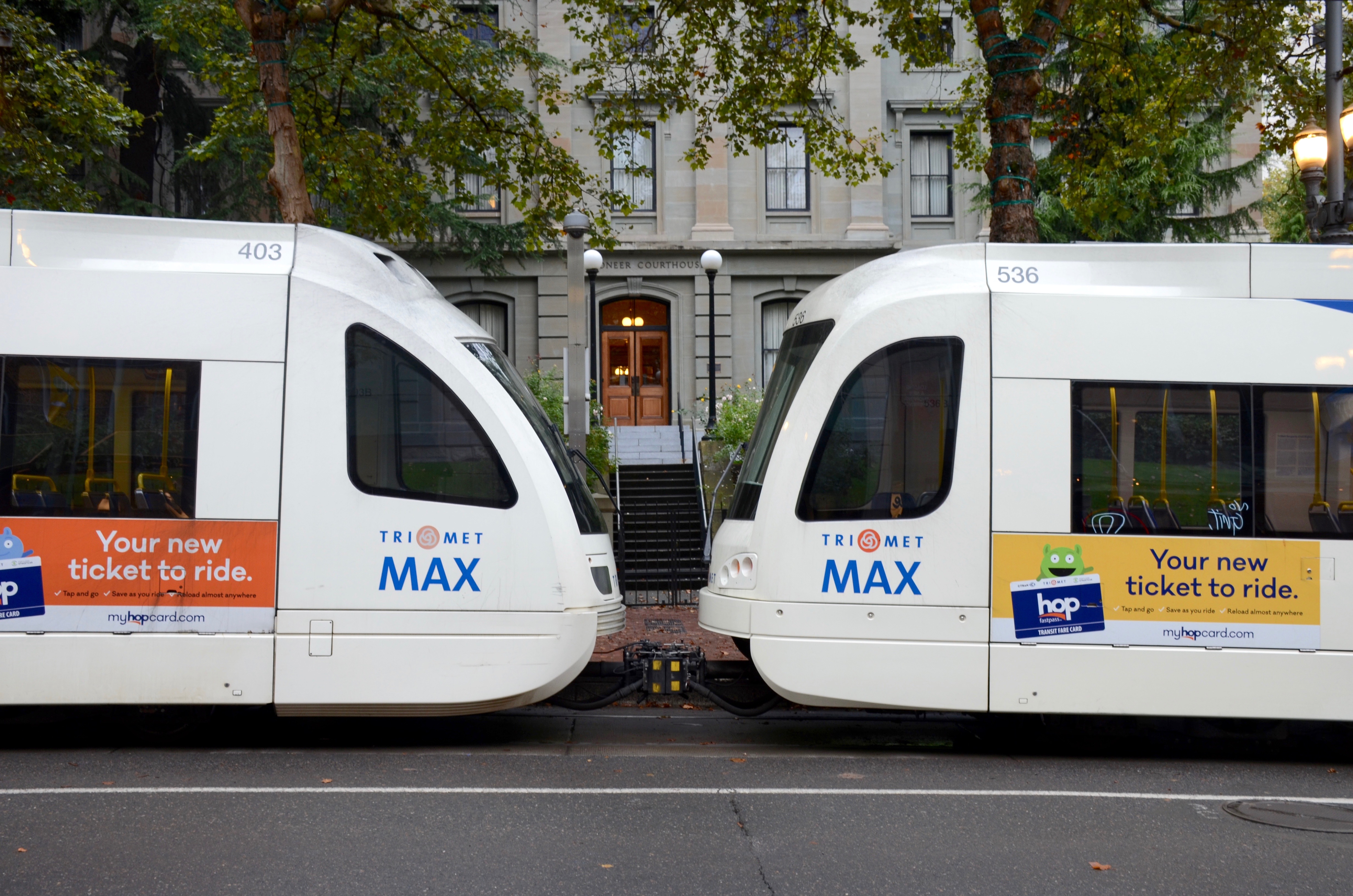
タイプ4（左）とタイプ5（右）の連結運転（2018年撮影）

## タイプ6
開業時に導入された高床車のタイプ1の置き換え用として、2019年にトライメットは26両の超低床電車・S700をシーメンスに発注した。車体の基本構造はS70（タイプ4・タイプ5）と同一だが、IoTデバイスを搭載する事で運用や保守の効率を高める。2021年からの運行開始を予定しており、契約には今後の更なる路線延伸に備えた60両のオプション発注分も含まれている。